# 忠州 (中国)
忠州（ちゅうしゅう）は、中国にかつて存在した州。唐代から民国初年にかけて、現在の重慶市中部に設置された。

## 概要
618年（義寧2年）、隋の巴東郡臨江県に臨州が置かれた。臨江県が分割されて豊都県が置かれた。619年（武徳2年）、唐により南浦州武寧県が分割されて南賓県が置かれ、臨江県が分割されて清水県が置かれ、この2県が臨州に帰属した。625年（武徳8年）、南浦州の廃止にともない、武寧県が臨州に帰属したが、この年のうちにまた浦州にもどされた。626年（武徳9年）、隣州の廃止により墊江県が臨州に帰属した。634年（貞観8年）、臨州は忠州と改称された。742年（天宝元年）、忠州は南賓郡と改称され、清水県は桂渓県と改称された。758年（乾元元年）、南賓郡は忠州の称にもどされた。忠州は山南東道に属し、臨江・豊都・南賓・墊江・桂渓の5県を管轄した。
北宋のとき、忠州は臨江・墊江・南賓の3県を管轄した。1265年（咸淳元年）、南宋により忠州は咸淳府に昇格した。咸淳府は夔州路に属し、臨江・墊江・南賓・豊都・竜渠の5県を管轄した。
元により咸淳府は忠州の称にもどされた。忠州は重慶路に属し、臨江・南賓・豊都の3県を管轄した。
明のとき、忠州は重慶府に属し、酆都・墊江の2県を管轄した。
1734年（雍正12年）、清により忠州は直隷州に昇格した。忠州直隷州は四川省に属し、酆都・墊江・梁山の3県を管轄した。
1912年、中華民国により忠州直隷州は廃止され、忠県と改められた。